# Passo do Galibier
O passo do Galibier  é um colo a 2 067 m, liga, via o colo do Telégrafo, as localidades de Saint-Michel-de-Maurienne e Briançon, na França, e está frequentemente fechado de inverno (ver imagens).
O colo encontra-se entre o maciço des Arves no departamento da  Saboia e o maciço des Cerces  nos Altos Alpes, em França.

## História
Uma primeira estrada foi aberta a partir de 1880, e é terminada quando é aberto o túnel cumital em 1891. A estrada sofreu diferentes variantes do traçado, e até 1976 o túnel era o único ponto de passagem a 2.556 m de altitude mas teve de ser fechado por razões de segurança relativas à sua vetustez.
Em 2002, depois de longos trabalhos, o túnel é reaberto e a estrada de acesso novamente modificada e aumentada de mais um quilómetro, durante o qual há passagens com protecção para-avalanche.

## Ciclistas
Os ciclistas, não sendo autorizados a passar pelo túnel, têm que passar pelo colo, sem mesmo poder utilizar uma estrada anterior ao cume que é regulado por fogos de trânsito, e de novo proibida aos ciclistas, por ter só 4 m de largura numa forte subida de 370 m.
Sendo este último quilómetro de subida bastaste íngreme é frequentemente utilizado na sequência do Colo do Telégrafo durante a Volta à França em bicicleta.
Construído entre as duas Guerras Mundiais, é de verão um dos colos muito usados pelo Volta à França em bicicleta, e de Inverno faz parte do conjubtoesquiável de [[Val d'Isere ´  ambos no Maciço do Monte Cenis na região de Ródano-Alpes da  província da Saboia, em França.

## Imagens

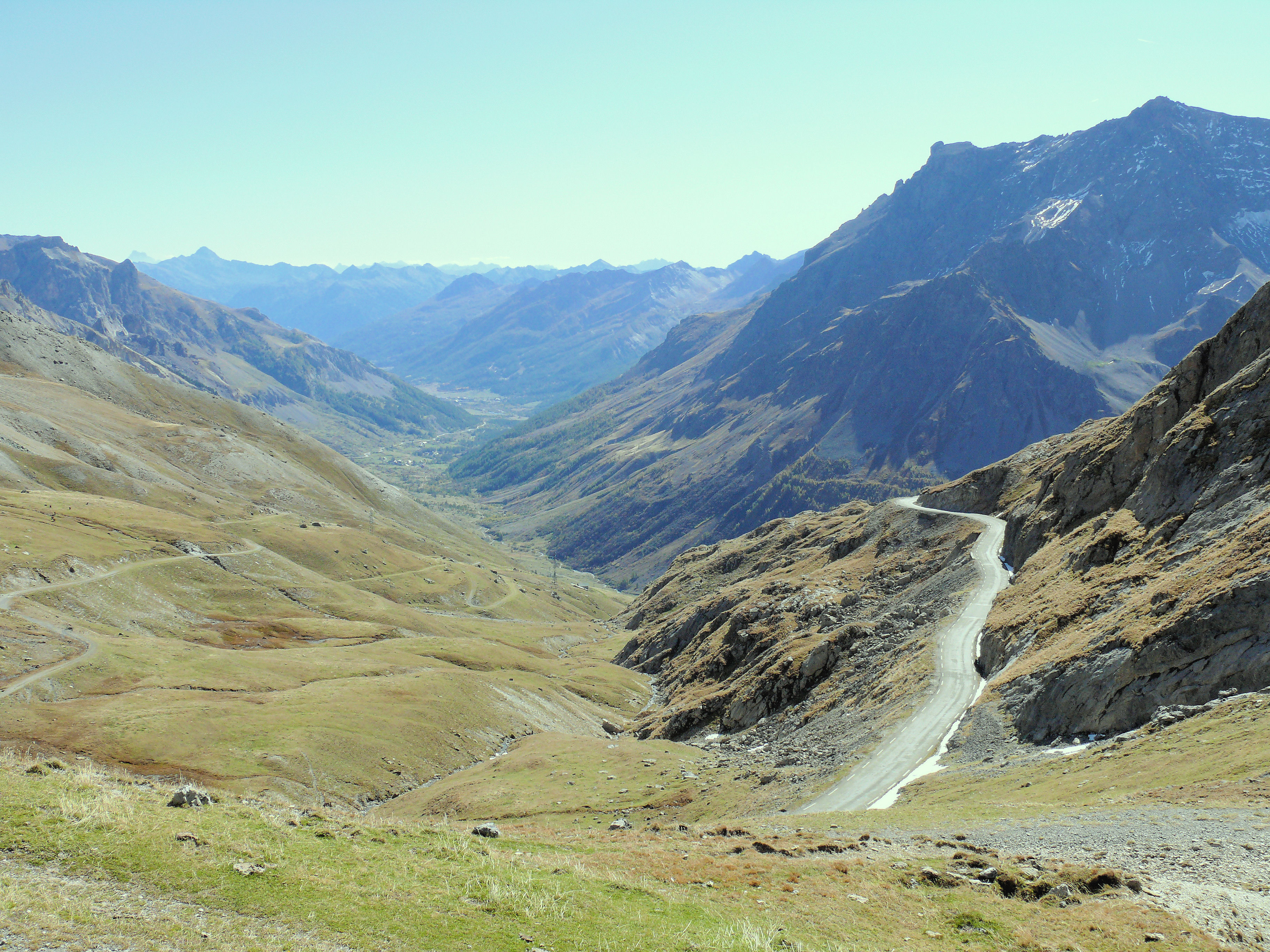
Colo
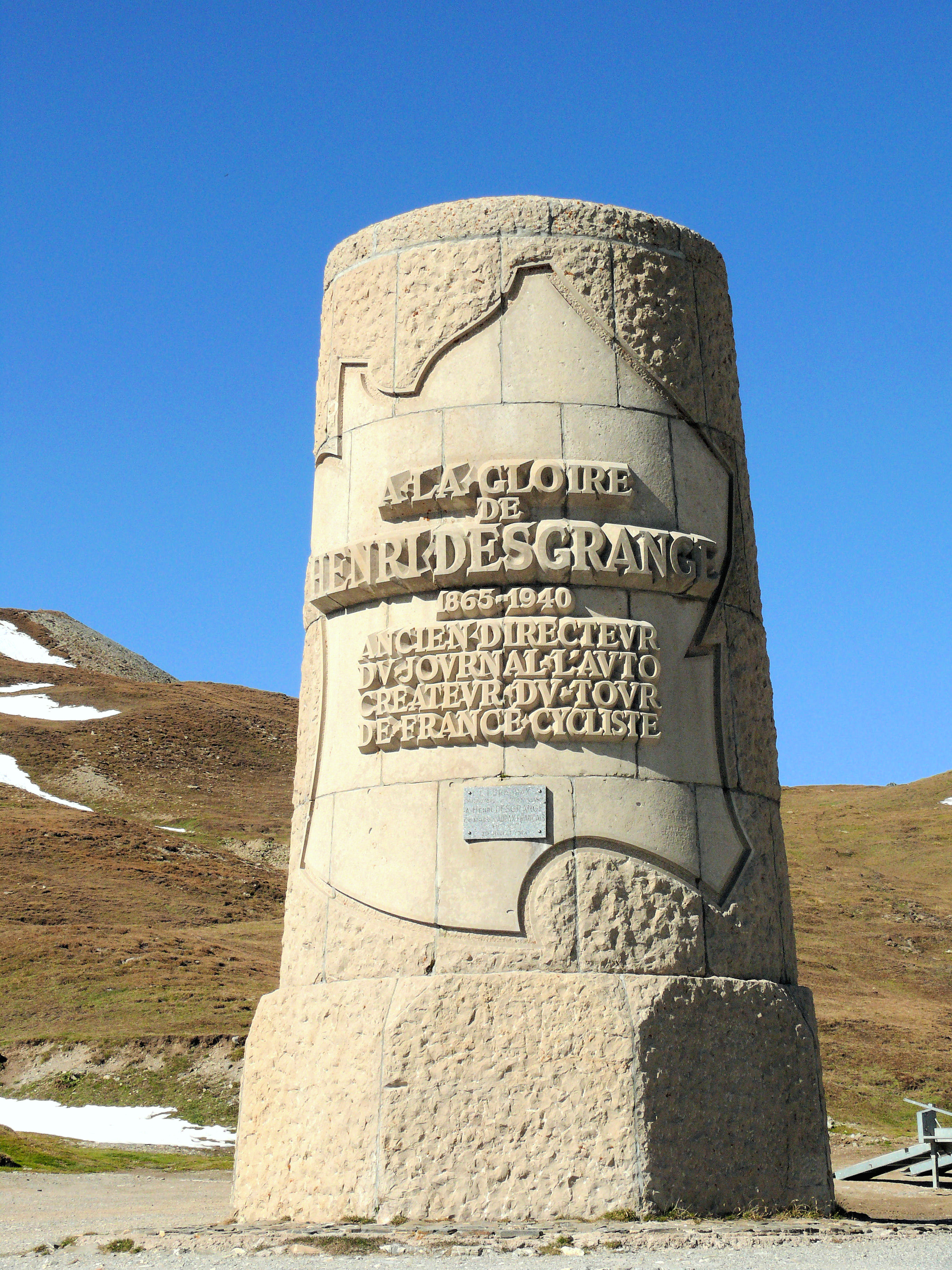
Monumento Henri Desgrange
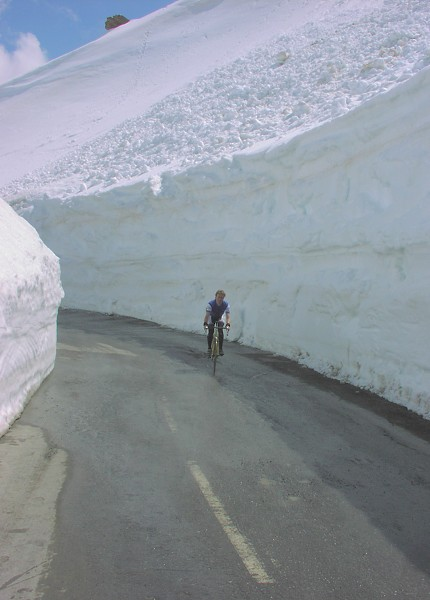
Razão porque às vezes está fechado
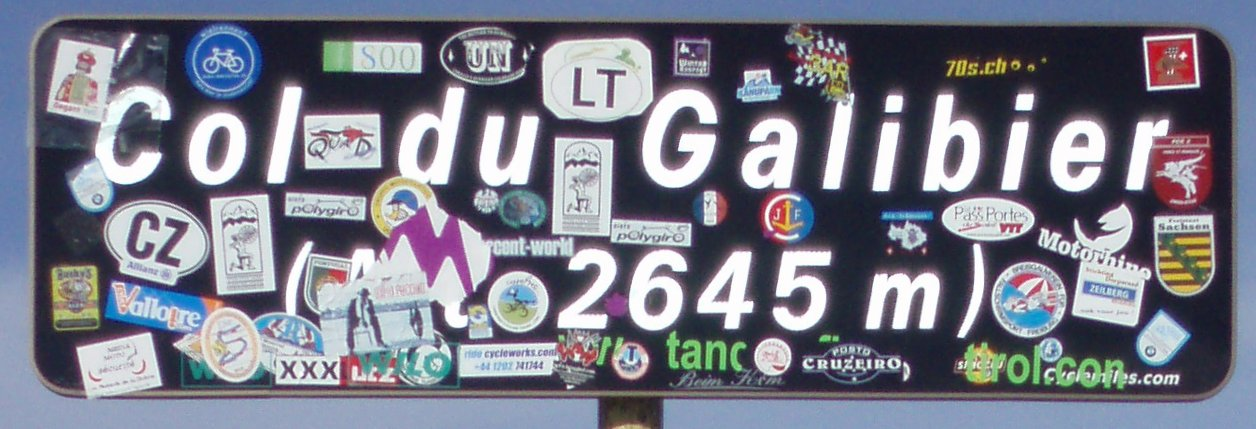
Isto já foi uma informação!